# 電気自動車レース

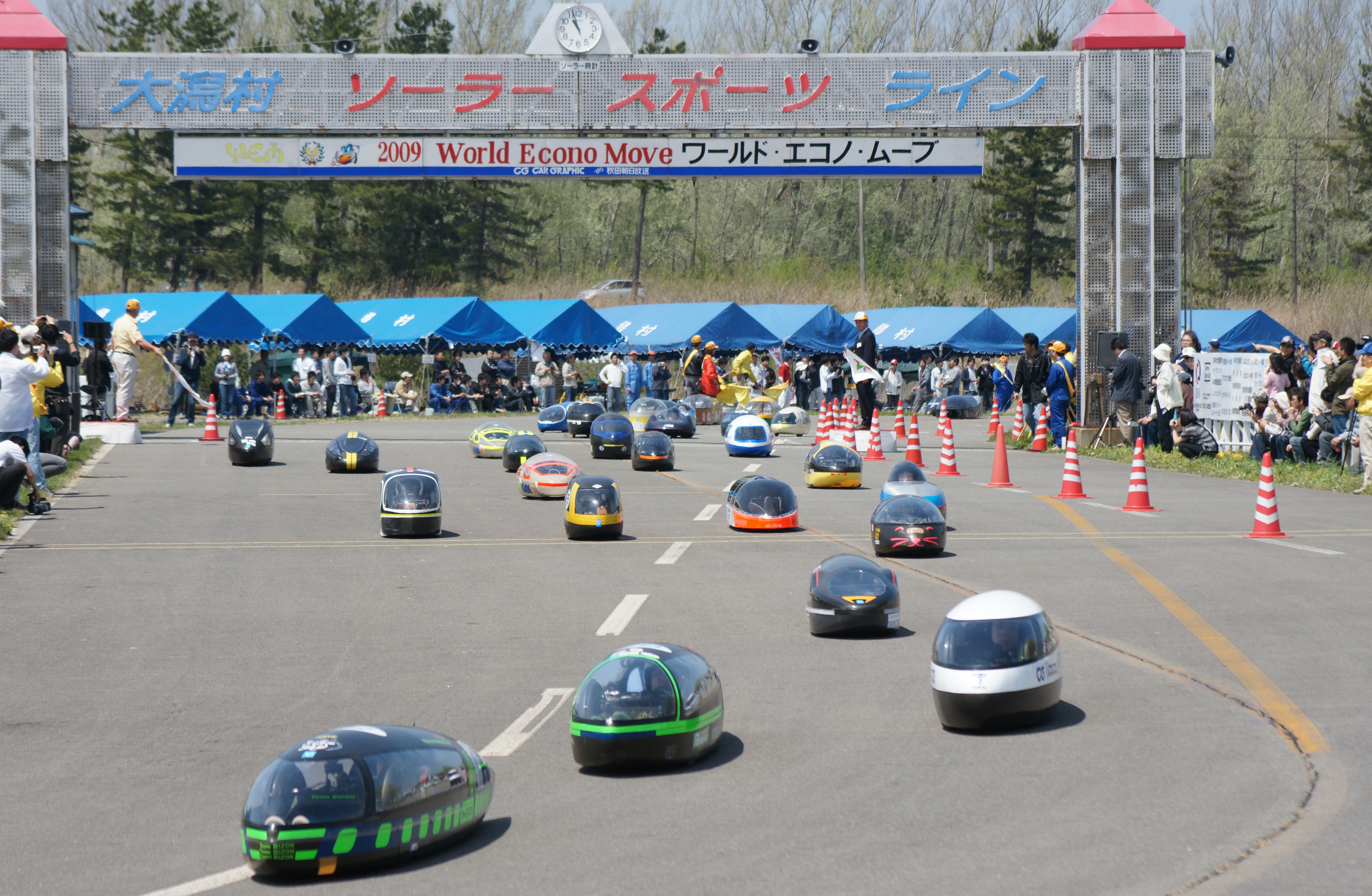
ワールド・エコノ・ムーブのレース

電気自動車レース（でんきじどうしゃレース）は、電気自動車によって競われる競技。

## 概要
20世紀初頭の自動車の黎明期には当時の内燃機関は未発達だったため、電気自動車が速度記録を保持していた時期もあったが、内燃機関の改良に伴い、電気自動車は廃れた。第二次世界大戦後の一時期、石油の供給の逼迫により電気自動車が増えた時期もあったものの石油が安定して供給されるようになると下火になったが、20世紀末以降、環境意識の高まりや蓄電池の高性能化により、徐々に高性能な電気自動車が開発されることもあり、電気自動車のレースが開催されるようになり、近年ではモータースポーツの一部門として定着しつつある。

## 電気自動車レースの種類
1990年代から開催されてきたソーラーカーレース等の電気自動車レースは主に大学生等が教育の一環として参戦してきた側面がある。近年、新たに開催されるフォーミュラE等の電気自動車レースは興行を目的としており、これまでの教育目的のレースとは一線を画す。

### ソーラーカーレース
ワールド・ソーラー・チャレンジ（オーストラリア）等のソーラーカーレースが1980年代より各地で開催される。1985年から1993年にかけてスイスでツール・ド・ソルが開催され、1989年から2003年にかけて朝日ソーラーカーラリーが開催され、1992年からソーラーカーレース鈴鹿が開催され、1993年から秋田県の大潟村でワールド・ソーラーカー・ラリーが開催される。

### フォーミュラ・ライトニング
フォーミュラ・ライトニングは電気自動車のみによるレースとしてオープンホイールの電気自動車で競われた。

### ワールド・エコノ・ムーブ
ワールド・エコノ・ムーブは1995年から秋田県の大潟村で開催され、その後、各地で自作の電気自動車のみによるレースとして開催される。

### 四国EVラリー
四国EVラリーは1998年から2017年まで四国と淡路島の公道を走行するコースで開催された。日本国内で公道を走行する電気自動車の競技としては最も長い歴史がある。

### Ene-1 GP
Ene-1 GPは支給される単三充電池『エネループ』を使用する自作の電気自動車で競われる。他の類似の競技と車輛を流用可能で比較的参戦しやすいため、工業高校の学生や個人を中心に近年、徐々に参戦するチームが増えつつある。

### フォーミュラE
フォーミュラEはオープンホイールの電気自動車で競われる。電気自動車のみによるレースとして開催され、徐々に参戦するチームが増えつつある。2020-21シーズンからFIA世界選手権大会として開催されている。

### Electric GT
Electric GTは量産の電気自動車によるレース。現時点ではワンメイクレースでテスラ・モデルS P100Dで競う。

## コース
フォーミュラEのように公道を閉鎖して開催される場合やワールド・ソーラー・チャレンジのように公道を閉鎖せず、一般車と並走する場合やサーキットで開催される例がある。

## 歴史
自動車の黎明期である20世紀初頭には電気自動車の性能は一時期、内燃機関の自動車を凌駕していたものの、内燃機関の発展に伴い、電気自動車は下火になったが、近年ではパイクスピーク・インターナショナル・ヒルクライム等のレースに参戦して内燃機関の車両を抑えて優勝する事例もある。日本国内では乾電池によるスピードレースは東京工業大学で1981年から授業の一環として行われており、これを取り入れる形で1988年にアイデア対決・全国高等専門学校ロボットコンテストの前身である乾電池カー・スピードレースが開催された。1993年から秋田県の大潟村でワールド・ソーラーカー・ラリーが開催され、1995年からはワールド・エコノ・ムーブが開催される。2010年からは全日本電気自動車グランプリが開催される。2014年からはフォーミュラEが開催される。